# دوینت‌آرت
دوینت‌آرت (به انگلیسی: DeviantArt) یک شبکه اجتماعی آنلاین با محوریت هنر است. پایگاه رسمی آن در ۷ اوت سال ۲۰۰۰ توسط چند طراح وب با ایده‌های نو راه‌اندازی شد. آثار هنری در این ‍‍ پایگاه عبارتند از; عکاسی، هنر دیجیتال، نقاشی دیجیتال، هنر سنتی، ادبیات، پویانمایی، فیلم سازی، پوسته برای برنامه‌های کاربردی و غیره که با دیگران به اشتراک گذاشته می‌شوند.
دوینت‌آرت، در منطقه هالیوود لس آنجلس، کالیفرنیا، ایالات متحده مستقر است. فلا FELLA، یک، شخصیت رباتیک devilesque کوچک، نماد رسمی این سایت است. طبق اعلام سایت در صفحه عضویت، این سایت میزبان تقریباً ۳۸ میلیون عضو هنرمند از سراسر جهان بوده و دارای فهرست بیش از ۳۲۲ میلیون قطعه و کار هنری منحصر به فرد می‌باشد. همچنین بسیاری از هنرمندان ایرانی نیز در این سایت مشغول فعالیت می‌باشند.
از ویژگی‌های این سایت می‌توان به حقوق کپی رایت و بیمه اثر هنری اشاره نمود که همین موضوع باعث امنیت بیشتر هنرمندان در فضای مجازی میگردد.

## تاریخچه
دوینت‌آرت به عنوان یک سایت ارتباط جمعی با افراد هنرمند جهان تأسیس گردید، و اصطلاح Deviant به معنی «منحرف» زمانی به عنوان نام انتخاب شد که مسیر از یک سایت موسیقی به سایتی مخصوص هنرمندان منحرف شد و تغییر مسیر داد. در این سایت اعضای به‌طور کلی به عنوان deviants به معنی «منحرف» نامیده می‌شوند و مقالات و آثار هنری به عنوان Deviation به معنی «انحراف» شناخته می‌شوند.

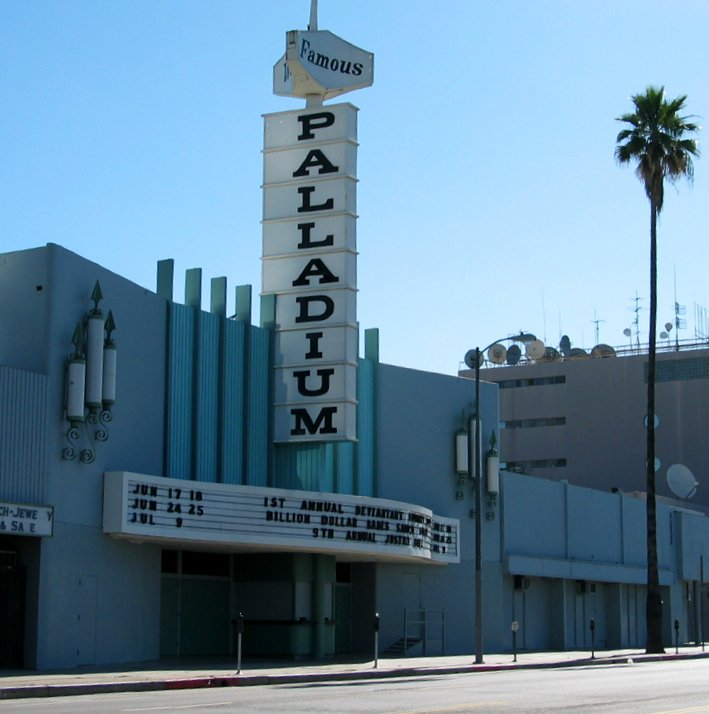